# Лобода, Андрей Митрофанович
Андре́й Митрофа́нович Лобода (укр. Андрій Митрофанович Лобода; 14 июня [26 июня] 1871, Свенчаны — 1 января 1931) — фольклорист, литературовед, этнограф, педагог, историк театра. Член Киевского общества древностей и искусств, академик ВУАН (с 1922 года), член-корреспондент Российской АН (1924; с 1925 года — АН СССР), действительный член Научного общества имени Шевченко (1924).

## Биография
Родился 14 июня [26 июня] 1871 года в городе Свенчаны (ныне Швянчёнис, Литва) в семье мелкого служащего, уроженца Черниговской губернии. В 1890 году окончил Екатеринославскую классическую гимназию, в 1894 году — славяно-русское отделение историко-филологического факультета Киевского университета. Ученик профессоров П. Владимирова, Н. Дашкевича, Т. Флоринского.
В 1895—1897 годах — профессорский стипендиат, а потом приват-доцент Киевского университета.
В 1904 году защитил магистерскую диссертацию (посвящена исследованию русских былин о сватовстве). В этом же году занял должность экстраординарного профессора Киевского университета.
В 1906 году стал одним из инициаторов повторного открытия и профессором Высших женских курсов в Киеве.
С 1915 года был главным редактором издания «Университетские известия».
С 1917 года (после защиты докторской диссертации о шекспириане в России; труд не опубликован) стал ординарным профессором кафедры русского языка и литературы, позже — заведующим кафедры русской литературы Киевского университета.
С 1921 года возглавлял Этнографическую комиссию при ВУАН.
13 февраля 1922 года избран академиком ВУАН по специальности этнография, в 1923 году — вице-президентом ВУАН (занимал эту должность до 1925 года). В этом же году возглавил секцию литературы Киевской научно-исследовательской кафедры языковедения, стал членом Центрального бюро краеведения при Российской АН. Продолжительное время был секретарём Киевского общества летописца Нестора.
В 1924 году избран действительным членом филологической секции НТШ. 1 декабря того же года стал членом-корреспондентом Российской АН. В 1925—1930 годах был основателем и главным редактором периодического издания «Этнографический вестник».
В 1927 году награждён Большой золотой медалью Всесоюзного географического общества за весомый вклад в украинское народоведение, развитие краеведческого движения.
По некоторым данным, его арестовали в начале 1920-х годов, по другим — в ноябре 1928 года (пока что, однако, эти ведомости документально не подтверждены).

Могила Андрея Лободы

Умер 1 января 1931 года и похоронен в Киеве на Лукьяновском кладбище (участок № 15, ряд 1, место 15).

## Научная деятельность
Опубликовал около 100 научных трудов, основные из них посвящены исследованиям восточнославянского, преимущественно русского, героического эпоса, истории Украины и русской фольклористике:
- «Белорусская народная поэзия и русский былинный эпос», 1895;
- «Русский богатырский эпос», 1896;
- «Русские былины о сватании», 1902.

Среди его наработок — статьи о П. Кулише, М. Максимовиче, А. Пыпине, В. Антоновиче, А. Веселовском.
Подготовил 2-е издание книги М. Драгоманова «Новые украинские песни об общественных делах», инициировал создание и редактировал указатель, уложенный А. Е. Андриёвским, «Библиография литературы по украинскому фольклору» (1930, т. 1). Предпочитал исторический метод исследования, критиковал установки мифологической школы, пытался изучать достопримечательности в социально-историческом и культурно-бытовом контексте.
Личный фонд Андрея Лободы хранится в Национальной библиотеке Украины имени В. И. Вернадского.